# Mudlakalenahalli, Dod Ballapur
Mudlakalenahalli là một làng thuộc tehsil Dod Ballapur, huyện Bangalore Rural, bang Karnataka, Ấn Độ.